# Zoran Tomić
Zoran Tomić (Radišići, Ljubuški, 1966.) redoviti je član Europske akademije znanosti i umjetnosti,  trenutni je rektor te redoviti profesor Sveučilišta u Mostaru. Tomić se bavi proučavanjem odnosa s javnošću, teorijom komunikacija i političkom komunikacijom. Stručno je usavršavan u SAD-u (1995, program USAID), Njemačkoj (1996., program CSU) i Velikoj Britaniji (1999., program USAID).

## Znanstvena karijera
- 2002. magisterij na Fakultetu političkih znanosti u Zagrebu
- 2004. doktorat na Fakultetu političkih nauka u Sarajevu
- 2006. docentura na Fakultetu političkih znanosti u Zagrebu
- 2009. izbor u izvanrednog profesora na Sveučilištu u Mostaru
- 2014. izbor u redovitog profesora na Sveučilištu u Mostaru

## Dužnosti na Sveučilištu u Mostaru
Od 2009. do 2013. bio je pomoćnik rektora Sveučilišta u Mostaru i prodekan za znanost na Filozofskom fakultetu. Voditelj je poslijediplomskog specijalističkog studija Odnosi s javnošću. U svibnju 2013. Znanstveno-nastavno vijeće Filozofskog fakulteta izabrao ga je za dekana na mandat od četiri godina, stupajući na dužnost od akademske godine 2013./2014. tj. 1. listopada 2013. U lipnju 2017. godine postaje rektor sveučilišta. 

## Znanstveni doprinos
Autor i koautor je više knjiga i udžbenika, te 79 znanstvenih i stručnih radova s područja odnosa s javnošću, političkih kampanja i komunikacije, te prava medija. Pozornost u akademskoj i stručnoj zajednici privukao je 2008. nakon objave knjige "Odnosi s javnošću - teorija i praksa", koje je prvi sveobuhvatni udžbenik hrvatskog autora koje daje teorijsko utemeljenje kombinirano s praksom u upravljanju komunikacijama. Prvi je hrvatski autor koji iscrpno piše o osobnim odnosima s javnošću.

Dao je vlastitu definiciju odnosa s javnošću: Odnosi s javnošću proces su upravljanja komuniciranjem organizacije s njenom unutarnjom i vanjskom javnošću u svrhu postizanja međusobnog razumijevanja, izgradnje društvene odgovornosti i ostvarivanja zajedničkih interesa.
Tomić je aktivan u znanstvenoj zajednici, sudjelovao je i izlagao na 45 domaćih i međunarodnih znanstvenih skupova (http://www.zorantomic.net), te na više znanstveno-istraživačkih projekta, među kojima i na projektu Ministarstva znanosti, obrazovanja i športa Republike Hrvatske: Javnost, elite, mediji i komunikacijska strategija ulaska Hrvatske u EU 2007. – 2012.

## Nastavna djelatnost
- Filozofskom fakultetu Sveučilišta u Mostaru: preddiplomski, diplomski i doktorski studij
- Fakultet političkih nauka u Sarajevu: doktorski studij
- Hrvatskim studijima Sveučilišta u Zagrebu: preddiplomski i diplomski studij
- Sveučilište u Dubrovniku: Studij medija
- Sveučilište Sjever: Poslijediplomski sveučilišni doktorski studij Mediji i komunikacija

Kolegiji: političko komuniciranje, politički marketing, odnosi s javnošću, teorije i modeli odnosa s javnošću, politički odnosi s javnošću, tehnike odnosa s javnošću, krizno komuniciranje, i dr.

## Stručna predavanja
Politički odnosi s javnošću-Politička akademija HDZBiH, Mostar 2017.; Javni nastupi u politici, Konrad Adenauer Stiftung, Politička akademija HDZ BiH, Kiseljak, Orašje, Mostar, 2016.; Politički odnosi s javnošću-Politička akademija HDZBiH, Mostar 2016.; Politički odnosi s javnošću-Politička akademija HDZBiH, Mostar 2015.; Politički odnosi s javnošću-Politička akademija HDZBiH, Mostar 2014.; Politički odnosi s javnošću-Politička akademija HDZBiH, Mostar 2013.; Strategija izbornih kampanja, Zaklada Hrvatskog državnog zavjeta, Konrad Adenauer Stiftung Zagreb, 2013.; Učinkoviti odnosi s javnošću, Konrad Adenauer Stiftung, Politička akademija HDZ BiH, Mostar 2012.; Political Communication and Public Speaking-Hanns Seidel Foundation, Robert Schuman Institute, 2012.; Politički odnosi s javnošću-Politička akademija HDZBiH, Mostar 2012.; LSPR škola odnosa s javnošću, Sarajevo 2011.; Politička akademija-Zaklada hrvatskog državnog zavjeta, 2011.; PR škola-Fakultet političkih znanosti Zagreb, Zagreb 2010.; Politička akademija-Zaklada hrvatskog državnog zavjeta, 2010.; Politička akademija SDA i EPP: Upravljanje izbornim kampanjama, Sarajevo, 2010.; PR škola-Fakultet političkih znanosti Zagreb, Zagreb 2009.; Hrvatska udruga za odnose s javnošću: Godišnja konferencija, Zagreb, 2009.; PRIBA-Udruženje za odnose s javnošću u BiH: Godišnja konferencija, Zenica, 2009.; Coris Educa, Zagreb: Predizborne kampanje, 2009.; Poslovno učilište Supera: Odnosi s javnošću, Zagreb, 2009.; Poslovno učilište Experta: Odnosi s javnošću, Političko komuniciranje, Zagreb, 2008.; Politička akademija HSLS: Politička komunikacija, 2008.; Friedrich-Ebert-Stiftung: PR u politici, Banja Luka, 2006.; Pučko otvoreno učilište u Zagrebu: Škola glasnogovorništva, 2005. – 2007.; Hans-Seidel-Stiftung: Izborne kampanje, Sarajevo, 2005.; CPCI-Centar za promociju civilnih inicijativa: Odnosi s javnošću, Političko komuniciranje, Sarajevo 2005.; NDC Mostar: Politička komunikacija, Odnosi s javnošću, 2005. – 2008.; Konrad-Adenauer-Stiftung: Izborne kampanje, Sarajevo, 2003./2004.; Nacionalni Demokratski Institut-Washingtona: Parlamentarna procedura, Sarajevo 2002.; Poslovne komunikacije: Škola za odnose s javnošću, Mostar 2002.; Zaklada Hrvatskog Državnog Zavjeta: Promidžba i nastupi, 2001.

## Knjige i udžbenici
Izbor knjiga i udžbenika:
- 2021. (Damir Jugo), Temelji međuljudske komunikacije, Sveučilište u Mostaru, Synopsis,  Edward Bernays College, Mostar, Zagreb, Sarajevo.
- 2020. Politička komunikacija, Sveučilište u Mostaru, Sveučilište Sjever, Synopsis, Mostar, Varaždin, Zagreb, Sarajevo.
- 2019. (Ivan Tomić, Davor Pavić, Tomislav Madžar, Damir Primorac), Strateško upravljanje sportskom komunikacijom, Synopsis, Zegreb, Sarajevo.
- 2017. Politički odnosi s javnošću, Synopsis, Zagreb-Sarajevo
- 2016. Odnosi s javnošću - teorija i praksa, drugo dopunjeno i prošireno izdanje, Synopsis, Zagreb
- 2014. Politički marketing, Synopsis, Zagreb, Sarajevo
- 2013. Teorije odnosa s javnošću, Synopsis, Zagreb, Sarajevo
- 2013. PR blog, Synopsis, Zagreb-Sarajevo.
- 2012. Osnove političkog komuniciranje, IV. izdanje, Synopsis, Mostar
- 2009. PR blog, el. izdanje, http://www.zorantomic.net,
- 2008. Odnosi s javnošću - teorija i praksa, Synopsis, Zagreb
- 2008. (Besim Spahić, Ivica Granić), Strategija izbornih kampanja, Synopsis, Zagreb
- 2007. (Marinko Jurilj, Marko Sapunar, Slavica Juka), Javno komuniciranje - pravo i etika, Mostar
- 2005. Osnove političkog komuniciranja, III., izdanje, Mostar
- 2001. (Nevenko Herceg), Izbori i izborna kampanja u Bosni i Hercegovini, Mostar
- 2002. (Marko Sapunar), Pravna standardizacija javnog komuniciranja, Mostar/Zagreb
- 2000. Izborni marketing, Mostar

## Političke i medijske analize
Face TV, 2015.; Al Jazeera, 2012.; TV1 - Opći izbori u BiH 2010.; Made In magazin, Zagreb, 2010.; Izbori2010.org - portal - Opći izbori u BiH 2010.; Seebiz.eu - portal - Opći izbori u BiH 2010.“ Tuzlanski list - 2010.; HRT - Predsjednički izbori u RH - 2010.; HRT - Opći izbori u BiH 2010.; BHT 1 - Predsjednički izbori u RH - 2010.; Radio Slobodna Evropa 2009-2011.; BHT 1 - Predsjednički izbori u SAD-u 2009.; BHT 1 - Jo Biden, potpredsjednik SAD-a u BiH 2009.; Nova TV - Parlamentarni izbori u RH 2007.; BHRT 1 - Parlamentarni izbori u BiH 2006.; Federalna TV - Parlamentarni izbori u BiH 2006.

## Članstvo u uređivačkom odboru znanstvenih časopisa
- Znansveno stručni godišnjak "Kultura komuniciranja", Filozofski fakultet Sveučilišta u Mostaru, glavni urednik.
- Međunarodni znanstveni časopis za medije, novinarstvo, masovno komuniciranje, odnose s javnostima i kulturu društva „Media Anali“, Sveučilište u Dubrovniku, član međunarodnog uredništva.
- Biblioteke «Komunikacije» izdavačke kuće Synopsis, Zagreb, član uredništva.
- Časopis «HUM», Filozofski fakultet u Mostaru, član uredništva
- Međunarodni časopis "Medijska kultura", član uredništva
- Časopis «Znakovi i poruke», Komunikološki koledž Banja Luka, član uredništva

## Nagrade
- Međunarodna nagrada „za doprinos i nesebičnu predanost razvoju profesije odnosa s javnošću u Jugoistočnoj Europi“, PRO-PR, Zagreb, 2012.

- Specijalna nagrada za razvoj odnosa s javnošću u BiH i regiji, NO LIMIT advertising festival-Sarajevo.

- Povelja za izniman doprinos u razvoju odnosa s javnošću, PRIBA (Udruženje za odnose s javnošću u BiH), 2010.

## Odlikovanja
- Spomenica Domovinskog rata RH-na prijedlog HINE.

## Priznanja
- Plaketa za znanstvenu djelatnost u razdoblju od 2011. do 2015. Filozofskog fakulteta Sveučilišta u Mostaru, 2016.
- Plaketu za znanstveno stručni rad i osobit doprinos promociji Filozofskog fakulteta Sveučilišta u Mostaru, 2016.
- Plaketa Općinskog vijeća Ljubuški za iznimne zasluge u promicanju ugleda i imena Ljubuškog, 2000.

## Matični broj znanstvenika
- Upisniku Ministarstva znanosti obrazovanja i športa RH, broj: 280714

## Vanjske poveznice
- Hrvatska znanstvena bibliografija - Zoran Tomić
- Osobna stranica Zorana Tomića
- Arhivirana inačica izvorne stranice od 4. svibnja 2019. (Wayback Machine)
- [http:://www.sum.ba/objave/novosti/prof.-dr.-zoran-tomic-i-akademik-dragan-covic-izabrani-su-za]